# EuroBasket de 1959
O EuroBasket 1959 também conhecido por FIBA Campeonato Europeu de 1959 foi a décima primeira edição do EuroBasket, competição organizada pela FIBA Europa, sucursal da Federação Internacional de Basquetebol na Europa. O evento foi sediado em Istambul, Turquia no Beşiktaş İnönü Stadyumu entre 21 e 31 de maio de 1959.